# František z Uher
František z Uher OFM, polsky Franciszek z Węgier nebo Węgrzyn, latinsky Franciscus de Ungaria byl polský františkán, malíř a iluminátor knih činný na přelomu 15. a
16. století. Byl tvůrcem obrazu na hlavním oltáři tehdy budovaného kláštera františkánů v Krakově a maloval liturgické knihy pro františkánské kláštery. Podle soudobé františkánské kroniky Jana Komorowskigo vstoupil do řádu i přes uzavřené manželství, jeho žena vstoupila ke klariskám v Krakově, syn Cherubín, rovněž františkán, bakalář byl opakovaně jmenován kvardiánem v různých klášterech.